# I-35
El I-35 (イ-35?) fue un submarino portaaviones del Tipo B1 de la Armada Imperial Japonesa que participó en la Segunda Guerra Mundial, hasta su hundimiento en 1943.

## Descripción
El I-35, con un desplazamiento de 2.600 t en superficie, tenía la capacidad de sumergirse hasta 100 m, desarrollando entonces una velocidad máxima de 8 nudos, con una autonomía de 96 millas náuticas a una velocidad reducida de 3 nudos. En superficie, su autonomía era de 14.000 millas náuticas a una velocidad de crucero de 16 nudos, desarrollando una velocidad máxima de 23,6 nudos. Trasportaba un hidroavión biplaza de reconocimiento Yokosuka E14Y conocido por los Aliados como Glen, almacenado en un hangar hidrodinámico en la base de la torre de la vela.

## Historial
El I-35 realizó misiones de patrulla, observación, suministro y finalmente evacuación en las islas Aleutianas durante 1942 y 1943. El 23 de noviembre de 1943, al oeste de Betio, es localizado en inmersión por el sonar del USS Meade, al que se une otro destructor, el USS Frazier, realizando intensos ataques con cargas de profundidad.
El submarino japonés se ve obligado a emerger, tras lo que ambos destructores abren fuego de artillería contra él. El Frazier también lo embiste a popa de la torre de la vela, logrando romper el casco de presión del I-35, pero dañando gravemente su propia proa con el impacto. Tras hundirse de popa, los destructores lanzan botes para rescatar a los escasos supervivientes, tan sólo tres, pues uno de los náufragos es ejecutado al disparar contra sus rescatadores. 92 tripulantes perecieron en el ataque y posterior hundimiento.